# Chièvres
Chièvres es un municipio localizado en la provincia de Henao, en Valonia, Bélgica. En 2019 contaba con 6916 habitantes.

## Geografía

### Secciones del municipio
El municipio comprende los antiguos municipios, que se fusionaron en 1977:
| - Chièvres - Grosage - Huissignies - Ladeuze - Tongre-Saint-Martin - Tongre-Notre-Dame |

## Demografía

### Evolución
Todos los datos históricos relativos al actual municipio, el siguiente gráfico refleja su evolución demográfica, incluyendo municipios después de efectuada la fusión el 1 de enero de 1977.
| Gráfica de evolución demográfica de Chièvres entre 1846 y 2019 |
|                                                                |